# المنظمة الإفريقية للملكية الفكرية

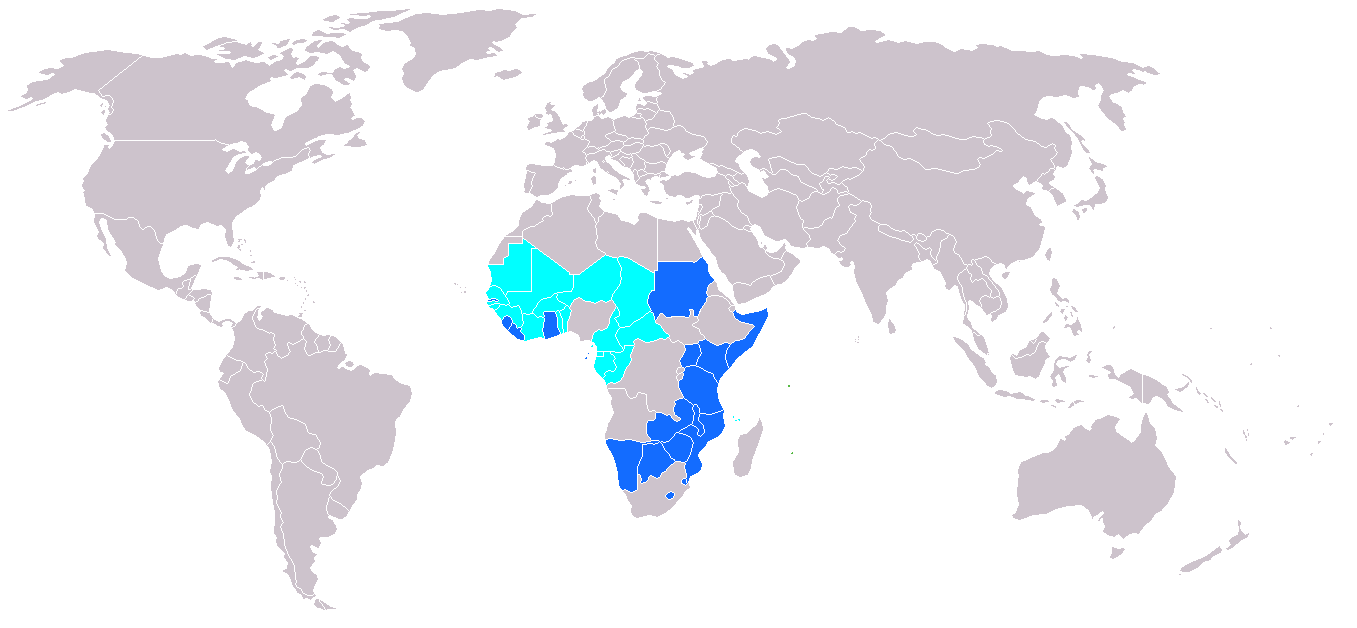
الأعضاء الحاليون في المنظمة باللون السماوي. اللون الأزرق يدل على الدول الأعضاء في المنظمة الإقليمية للملكية الفكرية (ARIPO).

المنظمة الأفريقية للملكية الفكرية أو OAPI (بالإنجليزية: African Intellectual Property Organization)   هي منظمة تُعنى بالملكية الفكرية، ومقرها في ياوندي، الكاميرون. أنشئت المنظمة بموجب اتفاقية بانغي بتاريخ 2 مارس 1977. ثمّ عدّلت اتفاقية بانغي لاحقاً عام 1999.
معظم أعضاءها البالغ عددهم سبعة عشرة دولة هم من الدول الناطقة باللغة الفرنسية.

## الأعضاء
1. بنين (انضمت إلى اتفاقية بانغي في: آذار 19، 1983[5])
2. بوركينا فاسو (انضمت إلى اتفاقية بانغي في: 1 حزيران، 1983[5])
3. الكاميرون (انضمت إلى اتفاقية بانغي في: 8 شباط، 1982[5])
4. جمهورية إفريقيا الوسطى (انضمت إلى اتفاقية بانغي في: 8 شباط، 1982[5])
5. تشاد (انضمت إلى اتفاقية بانغي في: 5 نوفمبر، 1988[5])
6. الكونغو (انضمت إلى اتفاقية بانغي في: 8 شباط، 1982[5])
7. ساحل العاج (انضمت إلى اتفاقية بانغي في: 8 شباط، 1982[5])
8. غينيا الاستوائية (انضمت إلى اتفاقية بانغي في: تشرين الثاني 23، 2000[5])
9. الغابون (انضمت إلى اتفاقية بانغي في: 8 شباط، 1982[5])
10. غينيا (انضمت إلى اتفاقية بانغي في: كانون الثاني 18، 1990[5])
11. غينيا بيساو (انضمت إلى اتفاقية بانغي في: تموز 8، 1998[5])
12. مالي (انضمت إلى اتفاقية بانغي في: أيلول 30، 1984[5])
13. موريتانيا (انضمت إلى اتفاقية بانغي في: 8 شباط، 1982[5])
14. النيجر (انضمت إلى اتفاقية بانغي في: 8 شباط، 1982[5])
15. السنغال (انضمت إلى اتفاقية بانغي في: 8 شباط، 1982[5])
16. توغو (انضمت إلى اتفاقية بانغي في: 8 شباط، 1982[5])
17. جزر القمر (انضمت إلى اتفاقية بانغي في: 25 أيار، 2013[6])

## الأهداف
منحت اتفاقية بانغي للمنظمة الأفريقية للمحيط الهادئ المسؤوليات التالية:
1. تنفيذ وتطبيق الإجراءات الإدارية المشتركة الناجمة عن نظام موحد لحماية الملكية الصناعية، فضلاً عن أحكام الاتفاقيات الدولية في هذا المجال التي انضمت إليها الدول الأعضاء في المنظمة، وتوفير الخدمات المتعلقة بالملكية الصناعية. [7]
2. المساهمة في تعزيز حماية الملكية الأدبية والفنية باعتبارها تعبيرا عن القيم الثقافية والاجتماعية.[8]
3. تشجيع إنشاء جمعيات للمؤلفين الوطنيين في الدول الأعضاء التي لا توجد فيها مثل هذه الهيئات. [8]
4. "تجميع وتنسيق ونشر المعلومات من كافة الأنواع المتعلقة بحماية الملكية الأدبية والفنية وتوصيل هذه المعلومات إلى أي دولة طرف في الاتفاقية تطلبها. [8]
5. تعزيز التنمية الاقتصادية للدول الأعضاء، ولا سيما من خلال الحماية الفعالة للملكية الفكرية والحقوق ذات الصلة. [8]
6. لتوفير التدريب في مجال الملكية الفكرية. [8]
7. القيام بأي مهمة أخرى تتصل بهدفها والتي قد توكل إليها من قبل الدول الأعضاء. [8]

## الهيكل التنظيمي
تتكون المنظمة من ثلاثة أجهزة: المجلس الإداري، واللجنة العليا للاستئناف، والمديرية العامة. 

### المجلس الإداري
يتألف المجلس الإداري من ممثلي الدول الأعضاء في المنظمة الأفريقية للملكية الفكرية. وتشمل مهامهم إعداد اللوائح اللازمة لتنفيذ الاتفاقية، وتحديد اللوائح المالية والرسوم الواجب دفعها، والإشراف على تنفيذ اللوائح، وتشكيل لجان مخصصة لقضايا محددة. وعليهم أيضًا إعداد اللوائح المناسبة لتنفيذ المعاهدات والاتفاقيات الدولية الست التي وافقت جميع الدول الأعضاء على الانضمام إليها بموجب الاتفاقيات. تعقد الدورات الرسمية للمجلس الإداري سنويًا، على الرغم من إمكانية عقد دورات غير رسمية في أي وقت لمعالجة القضايا الملحة. 

### اللجنة العليا للإستئناف
تتألف اللجنة العليا للاستئناف من ثلاثة أعضاء يُختارون بالقرعة من قائمة الممثلين الذين تعيّنهم الدول الأعضاء. وتشمل وظائفها الفصل في الاستئنافات المتعلقة برفض طلبات الحصول على حماية الملكية الصناعية، ورفض طلبات الإبقاء على شروط الحماية أو تمديدها، ورفض طلبات إعادة العمل بها، والقرارات المتعلقة بالاعتراض. 

### المديرية العامة
تخضع المديرية العامة لسلطة المدير العام وتكون مسؤولة عن العمل التنفيذي للمنظمة. وهي المسؤولة عن الأنشطة اليومية للمنظمة وتنفيذ قرارات المجلس الإداري والمهام الأخرى الناشئة عن أحكام الاتفاقية.

### مركز الوساطة والتحكيم التابع للمنظمة العربية للملكية الفكرية
هو مركز محايد ودولي وغير ربحي لحل النزاعات ويقدم خيارات بديلة لحل النزاعات (ADR). تتيح الوساطة والتحكيم والتحكيم السريع وتحديد الخبراء التابعين لـلمنظمة للأطراف تسوية نزاعاتهم المحلية أو عبر الحدود المتعلقة بالملكية الفكرية والتكنولوجيا خارج المحكمة. 

## المعاهدات/الاتفاقيات الدولية[14]
- اتفاقية برن (جميع الدول أعضاء).
- الاتفاقية المتعلقة بتوزيع الإشارات الحاملة للبرامج المرسلة عبر الأقمار الصناعية (توغو فقط عضو).
- معاهدة بودابست (المنظمة الأفريقية للملكية الفكرية هي عضو فيها).
- اتفاقية التعاون بين المنظمة الأفريقية للملكية الفكرية ومنظمة EAPO. [15]
- اتفاقية لاهاي بشأن الإيداع الدولي للتصاميم الصناعية (المنظمة الأفريقية للملكية الصناعية عضو فيها) (9 دول أعضاء؛ بوركينا فاسو، الكاميرون، غينيا الاستوائية، غينيا، غينيا بيساو، موريتانيا وتوغو ليست أعضاء بعد).
- اتفاقية لشبونة بشأن تسميات المنشأ [16] (فقط بوركينا فاسو، والكونغو، والجابون، وتوغو هي الأعضاء).
- اتفاقية لوكارنو بشأن تصنيف التصاميم [17] (غينيا فقط هي العضو).
- اتفاق مدريد بشأن التسجيل الدولي للعلامات التجارية.
- معاهدة نيروبي بشأن الرمز الأولمبي (فقط الكونغو وغينيا الاستوائية والسنغال وتوغو هي الأعضاء).
- اتفاقية نيس بشأن تصنيف العلامات التجارية.
- اتفاقية باريس (جميع الدول أعضاء).
- معاهدة التعاون بشأن البراءات (PCT)(جميع الدول أعضاء).
- مؤتمر الفونوغرامات.
- اتفاقية روما (فقط بوركينا فاسو والكونغو والنيجر وتوغو هي الأعضاء).
- اتفاقية ستراسبورغ بشأن تصنيف براءات الاختراع (غينيا فقط عضو).
- معاهدة قانون العلامات التجارية (بوركينا فاسو وغينيا فقط من الأعضاء).
- اتفاق فيينا بشأن العناصر التصويرية للعلامات التجارية (غينيا فقط عضو).
- اتفاقية المنظمة العالمية للملكية الفكرية (جميع الدول أعضاء).
- معاهدة المنظمة العالمية للملكية الفكرية بشأن حق المؤلف (بنين، وبوركينا، وفاسو، والجابون، وغينيا، ومالي، والسنغال وتوغو فقط أعضاء فيها).
- معاهدة الويبو بشأن الأداء والتسجيل الصوتي (بنين وبوركينا فاسو والجابون وغينيا ومالي والسنغال وتوغو فقط أعضاء).
- منظمة التجارة العالمية/اتفاقية الجوانب التجارية لحقوق الملكية الفكرية (جميع البلدان أعضاء باستثناء غينيا الاستوائية).

## الحقوق المشمولة
تغطي اتفاقية بانغي براءات الاختراع، ونماذج المنفعة، والعلامات التجارية، وحقوق التصميم الصناعي، والأسماء التجارية، والمؤشرات الجغرافية، وحقوق الطبع والنشر، والمنافسة غير العادلة، وتصاميم الدوائر المتكاملة وحقوق أصناف النباتات.

### براءات الاختراع
تتم معالجة المسائل المتعلقة بالبراءات في الملحق الأول لاتفاقية بانغي. يجب تقديم طلبات براءات الاختراع إلى مكتب المنظمة الإفريقية للملكية الفكرية. بدلاً من ذلك، يجوز للدول الأعضاء أن تشترط على المتقدمين المقيمين في أراضي دولة عضو أن يقدموا الطلب أولاً إلى الإدارة الوطنية (مكتب الاتصال التابع لمنظمة الملكية الفكرية الأفريقية) للدولة العضو. وفي هذه الحالة، يجب أن ترسل الإدارة الوطنية الطلب إلى المنظمة الإفريقية خلال فترة خمسة أيام.
كما أن الدول الأعضاء في المنظمة الأفريقية للملكية الفكرية هي أيضًا أعضاء في اتفاقية باريس، ومعاهدة بودابست، ومعاهدة التعاون بشأن البراءات (PCT)  واتفاقية الجوانب المتصلة بالتجارة من حقوق الملكية الفكرية. 
نظرًا لأن المنظمة الأفريقية للملكية الفكرية عضو في معاهدة التعاون بشأن البراءات (PCT)،  فمن الممكن أيضًا الحصول على حماية براءة الاختراع من خلال تقديم طلب بموجب معاهدة التعاون بشأن البراءات.

### العلامات التجارية
ينص اتفاق بانغي، في الملحق الثالث، على حماية العلامات التجارية، بما في ذلك علامات الخدمة، والعلامات المعروفة. ويتم اتخاذ إجراءات محددة لتسجيل العلامات الجماعية. أصبحت المنظمة الآن عضوًا في اتفاقية مدريد. وعليه أصبح نظام مدريد يوفر لأصحاب العلامات التجارية إمكانية حماية منتجاتهم من خلال طلب دولي واحد يغطي أكثر من 100 دولة.

### الأسماء التجارية
ينص الملحق الخامس لاتفاقية بانغي على حماية الأسماء التجارية.

### المؤشرات الجغرافية
ينص الملحق السادس لاتفاقية بانغي على حماية المؤشرات الجغرافية.

### التصاميم الصناعية
تتم معالجة المسائل المتعلقة بالتصاميم في الملحق الرابع لاتفاقية بانغي. يجب تقديم طلبات التصميم إلى مكتب المنظمة أو إلى الوزارة في الدولة العضو المسؤولة عن الملكية الصناعية. وفي الحالة الأخيرة، يجب على الوزارة إحالة الطلب إلى مكتب المنظمة خلال خمسة أيام.
المنظمة الأفريقية للملكية الفكرية عضو في اتفاقية لاهاي بشأن الإيداع الدولي للتصاميم الصناعية. وبناءً على ذلك، يمكن الحصول على حماية التصاميم لأعضاء المنظمة إما من خلال طلب داخل المنظمة أو من خلال طلب دولي بموجب اتفاقية لاهاي، مع تخصيص المنظمة الإفريقية في الطلب.